# Shannon Miller

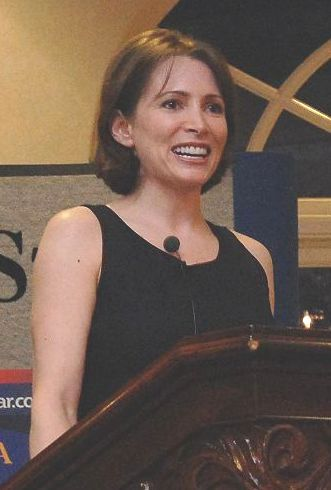
Shannon Miller im April 2010

Shannon Lee Miller, verheiratete Shannon Philips, (* 10. März 1977 in Rolla, Missouri) ist eine ehemalige US-amerikanische Kunstturnerin. Sie errang bei zwei Olympischen Spielen Medaillen.

## Karriere
Kurz nach ihrer Geburt zogen ihre Eltern nach Edmond in Oklahoma. Mit fünf Jahren begann sie dort mit dem Kunstturnen und mit neun Jahren trainierte sie bei Steve Nunno. Ihre erste große Meisterschaft waren die Turn-Weltmeisterschaften 1991 in Indianapolis. Nachdem sie dort mit der amerikanischen Riege Silber hinter der sowjetischen Riege gewonnen hatte, gewann sie ebenfalls Silber am Stufenbarren, wo sie nur der Nordkoreanerin Kim Gwang-suk unterlag.
1992 trat sie bei den Olympischen Spielen in Barcelona an und gewann mit der amerikanischen Riege Bronze hinter den Teams aus der GUS und Rumänien. In der Mehrkampfwertung gewann Miller Silber hinter Tetjana Huzu aus der GUS. In den Einzelfinals gewann Miller drei weitere Medaillen: Silber am Schwebebalken hinter Tetjana Lyssenko und Bronze am Stufenbarren und am Boden.
1993 und 1994 war Miller die beste Turnerin der Welt und gewann in beiden Jahren den Weltmeistertitel im Mehrkampf. 1993 in Birmingham siegte sie außerdem am Boden und am Stufenbarren; 1994 in Brisbane holte sie Gold am Schwebebalken. 1995 gewann Miller bei den Panamerikanischen Spielen in Mar del Plata Gold im Mehrkampf, mit der Mannschaft, sowie an Boden und Stufenbarren, dazu erhielt sie für ihre Sprungübung Silber.
1996 wurde die US-amerikanische Riege bei den Olympischen Spielen in Atlanta von fast allen der 32.000 Zuschauer im Georgia Dome angefeuert. Dank des Einsatzes von Kerri Strug, die trotz Verletzung ihre Sprungübung zeigte, gewann die US-amerikanische Riege Gold. Miller belegte im Mehrkampf und im Pferdsprung den achten Platz, gewann aber am Schwebebalken ihre zweite Goldmedaille. 2006 wurde Miller in die International Gymnastics Hall of Fame aufgenommen.
Shannon Miller hat einen Abschluss an der University of Houston in Betriebswirtschaft und einen Abschluss an der Boston College Law School. Sie ist verheiratet und hat zwei Kinder.